# Felicindo Iglesias y Acevedo
Felicindo Iglesias y Acevedo (Ourense, 1898 – ...) è stato un pittore spagnolo.

## Biografia
Dopo aver vissuto per undici anni in Francia, nel 1939 si trasferì a Cuba, dove cominciò a dipingere. Il successo lo portò ad esporre al Museum of Modern Art di New York nel 1944 e alla Biennale di San Paolo del 1957.